# شارکاد
شهر شارکاد (به مجاری: Sarkad) در بکش در کشور مجارستان واقع شده‌است. جمعیت این شهر ۱۰٫۸۲۲ نفر است.